# Stazione di Colle Cagioli
Stazione di Colle Cagioli vasútállomás Olaszországban, Lariano településen.

## Vasútvonalak
Az állomást az alábbi vasútvonalak érintik:
- Velletri-Segni-vasútvonal

## Kapcsolódó állomások
A vasútállomáshoz az alábbi állomások vannak a legközelebb:
- Stazione di Lariano
- Stazione di Casale di Velletri